# Божићна прича
Божићна прича (енгл. A Christmas Carol), такође позната и као Божићна песма, новела је Чарлса Дикенса, први пут објављена у Лондону 1843. године и илустрована од стране Џона Лича. Књига говори о Ебенизеру Скруџу, шкртом старцу кога посећује дух његовог бившег пословног партнера Џејкоба Марлија, као и духови прошлих, садашњег и Божића који ће тек доћи. Након њихових посета, Скруџ постаје љубазнији и нежнији човек.
Дикенс је написао Божићну причу током периода када су Британци истраживали и поново процењивали прошле божићне традиције, укључујући песме, уз новије обичаје као што су божићне честитке и божићна дрвца. На њега су утицала искуства сопствене младости и божићне приче других аутора, укључујући Вашингтона Ирвинга и Дагласа Џеролда. Дикенс је написао три божићне приче пре ове новеле, а био је инспирисан посетом једној од неколико лондонских школа за сиромашну децу. Третман према сиромашнима и способност себичног човека да се искупи претварајући се у саосећајнијег лика су кључне теме приче. Међу академицима се расправља о томе да ли је ово потпуно секуларна прича или хришћанска алегорија.
Објављено 19. децембра, прво издање распродато је до Бадње вечери; до краја 1844. изашло је тринаест издања. Већина критичара је новелу оценила позитивно. Прича је илегално преписана јануара 1844; Дикенс је покренуо судски поступак против издавача, који су банкротирали, додатно смањивши Дикенсов мали профит од публикације. Написао је још четири божићне приче у наредним годинама. Године 1849. почео је са јавним читањем ове приче, које се показало толико успешним да је учествовао у 127 даљих представа до 1870. године, године његове смрти. Божићна прича никада није изашла из штампе и преведена је на неколико језика; прича је више пута адаптирана за филм, позориште, оперу и друге медије.
Божићна прича је усликала дух времена викторијанског оживљавања божићних празника. Дикенс је признао утицај модерног западњачког обележавања Божића и касније је инспирисао неколико аспеката Божића, укључујући породична окупљања, сезонску храну и пиће, плес, игре и празничну великодушност духа.

## Радња
Прича је подељена у пет поглавља.

### Прво поглавље
Прича почиње на суморно, хладно Бадње вече у Лондону, седам година након смрти пословног партнера Ебенизера Скруџа, Џејкоба Марлија. Скруџ, шкрти старац, не воли Божић и одбија позив на вечеру свог нећака Фреда. Одбија двојицу мушкараца који траже донацију од њега како би обезбедили храну и грејање за сиромашне и само невољно дозвољава свом презапосленом, недовољно плаћеном службенику, Бобу Крачиту, слободан Божић уз плату да би се прилагодио друштвеним обичајима.
Те ноћи Скруџа код куће посећује Марлијев дух, који лута Земљом уплетен у тешке ланце и касе исковане током живота прожетог похлепом и себичношћу. Марли говори Скруџу да има једну шансу да избегне исту судбину: посетиће га три духа и мораће да их послуша или ће бити проклет ношењем сопствених, много тежих ланаца.

### Друго поглавље
Први дух, Дух прошлих Божића, спроводи Скруџа кроз божићне сцене Скруџовог детињства, подсећајући га на време када је био невинији. Сцене откривају Скруџово усамљено детињство у интернату, однос са његовом вољеном сестром Фан и божићну забаву коју је организовао његов први послодавац, господин Фезивиг, који се према њему понашао као према сину. Скруџова занемарена вереница Бел је приказана како прекида њихову везу, пошто је схватила да он никада неће моћи да је воли колико воли новац. На крају, посећују сада удату Бел са њеном великом, срећном породицом на Бадње вече када је Марли умро. Скруџ, узнемирен након што је чуо како га Бел описује, захтева да га дух уклони из куће.

### Треће поглавље
Други дух, Дух садашњег Божића, води Скруџа на пијацу где весели људи купују намирнице за божићну вечеру. Дух затим води Скруџа на породичну гозбу Боба Крачита и представља му Бобовог најмлађег сина, Малог Тима, срећног дечака који је тешко болестан. Дух обавештава Скруџа да Мали Тим вероватно неће преживети, осим ако се ток догађаја не промени. Након тога, дух и Скруџ путују на прославе Божића у рударској колиби, у светионику и на броду на мору. Скруџ и дух затим посећују Фредову божићну забаву. Пре него што нестане, дух показује Скруџу двоје одвратне, изнурене деце зване Незнање и Жеља. Он каже Скруџу да их се чува и исмема Скруџову бригу за њихово добро.

### Четврто поглавље
Трећи дух, Дух Божића који ће тек доћи, приказује Скруџу Божић у будућности. Тихи дух показује сцене у којима је умро невољени човек, чијој сахрани присуствују локални бизнисмени само под условом да себи обезбеде ручак. Његова чистачица, праља и локални погребник краду његову имовину да би је продали шанеру. Када Скруџ замоли духа да покаже једну особу која показује емоције због његове смрти, добија само задовољство сиромашног пара који се радује томе што им његова смрт даје више времена да доведу своје финансије у ред. Када Скруџ тражи да види нежност повезану са било којом смрћу, дух му показује Боба Крачита и његову породицу како жале за смрћу Малог Тима. Дух тада дозвољава Скруџу да види запуштени гроб, са надгробном плочом на којој се налази Скруџово име. Јецајући, Скруџ се заклиње да ће променити свој живот.

### Пето поглавље
Скруџ се на Божићно јутро буди као промењени човек. Даје велику донацију добротворној организацији коју је одбио претходног дана, анонимно шаље велику ћурку у Крачитову кућу за божићну вечеру и проводи поподне са Фредовом породицом. Следећег дана даје Крачиту повишицу, а касније постаје очинска фигура Малом Тиму. Од тада, Скруџ се према свима односи са љубазношћу, великодушношћу и саосећањем, отелотворујући дух Божића.